# Ciudad de Jersey
Jersey City es una ciudad ubicada en el condado de Hudson en el estado estadounidense de Nueva Jersey. En el año 2020 tenía una población de 292 449 habitantes y una densidad poblacional de 4526,45 personas por km². Es la segunda ciudad más poblada del estado tras Newark.
Situado en el área metropolitana de Nueva York, Jersey City es un importante centro de comercio y transporte. Después de décadas de obsolescencia urbana, el área se ha revitalizado en los últimos años.

## Geografía
Jersey City se encuentra ubicado en las coordenadas 40°42′41″N 74°03′53″O / 40.71139, -74.06472.

## Demografía
Según el censo de los Estados Unidos de 2020 los ingresos medios por hogar en la localidad eran de $70 752 y los ingresos medios por persona eran $42 022. La renta per cápita para la localidad era de $1941 y alrededor del 18,6% de la población estaba por debajo del umbral de pobreza.

## Educación
Las Escuelas Públicas de Jersey City gestiona escuelas públicas.

## Galería

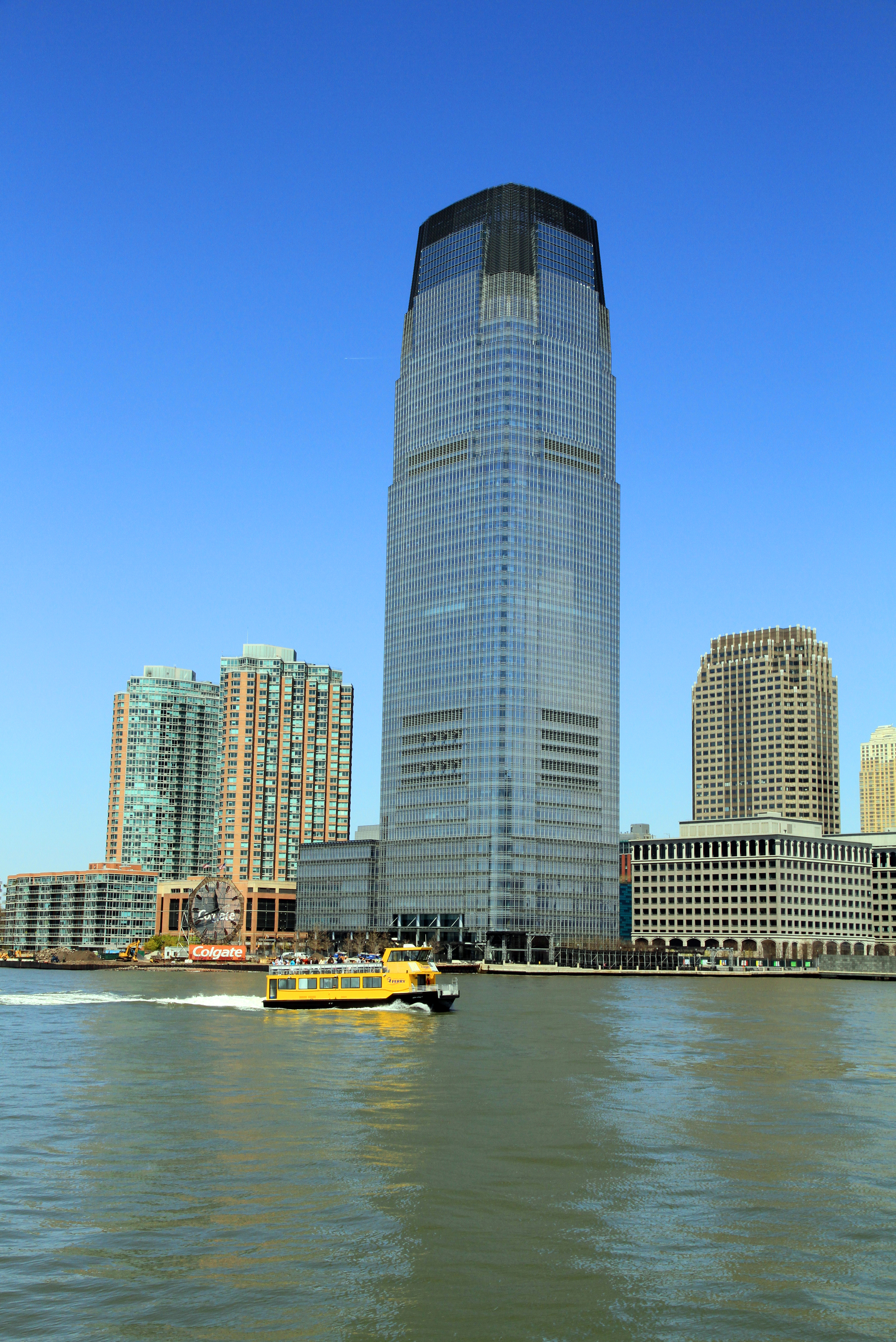
Jersey City
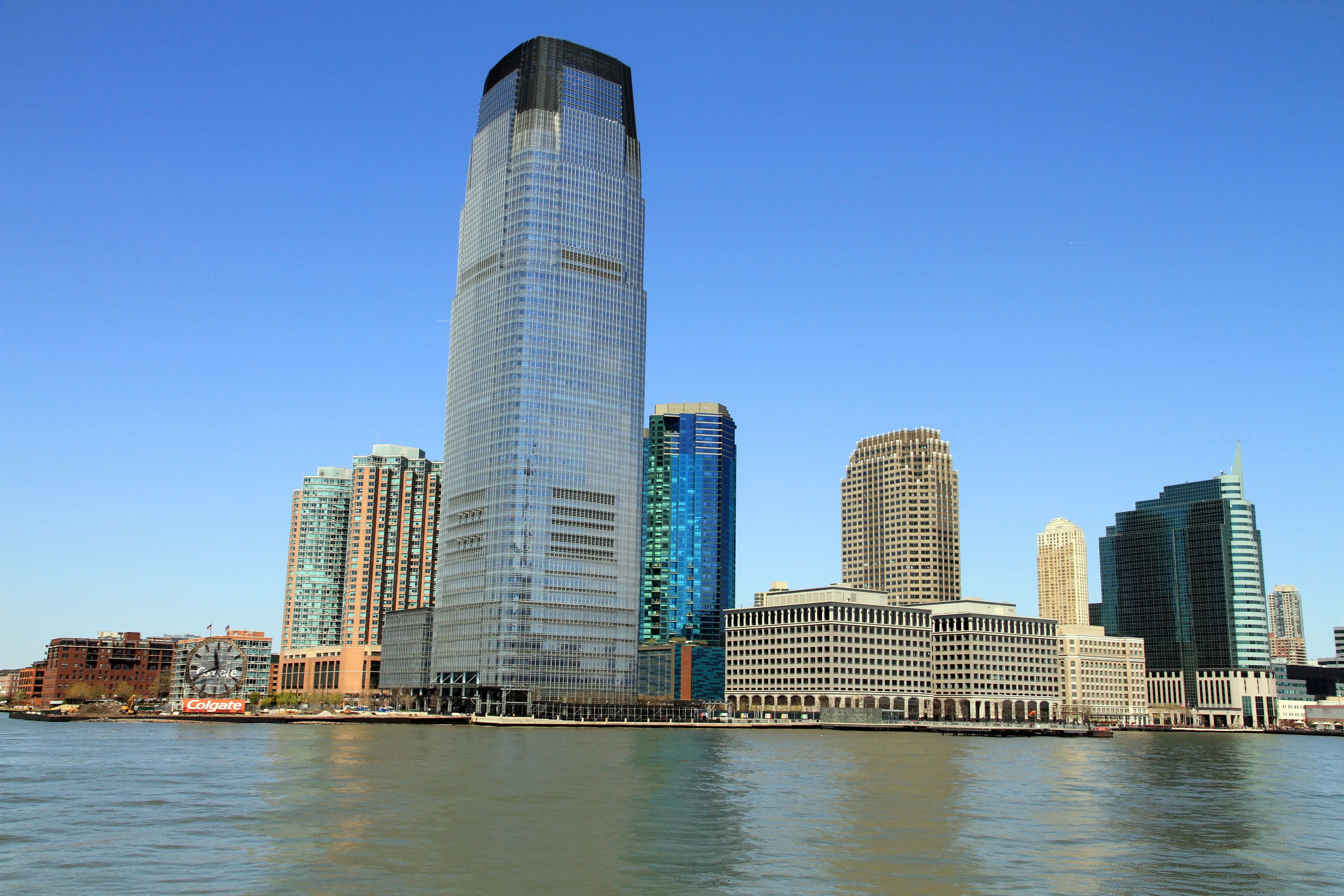
Panorámica de Jersey City
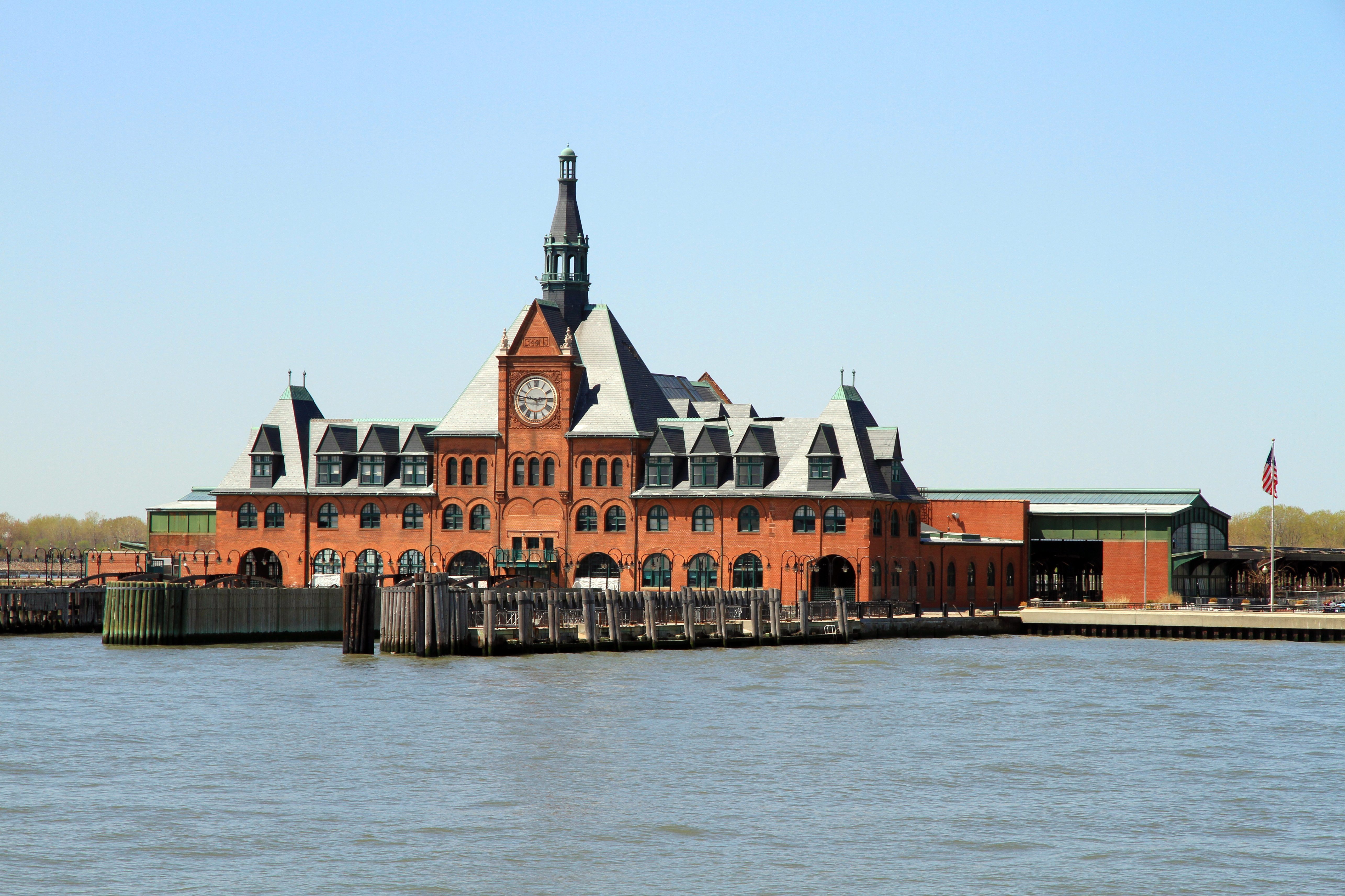
Central Railroad of New Jersey Terminal